# Francisco Pi y Margall
Francisco Pi y Margall, em catalão Francesc Pi i Margall, (Barcelona, 20 de Abril de 1824 — Madrid, 29 de Novembro de 1901) foi um político, pensador e escritor espanhol. Foi o segundo presidente do Poder Executivo da Primeira República Espanhola (Fevereiro 1873 - Janeiro 1874), fundada após a renúncia de Amadeu I. Partidário de um modelo federalista para a Primeira República, soube unir as influências de Proudhon para levar a cabo a política do Estado.

## Primeiros anos
Filho de um tecedor assalariado, com sete anos ingressou no seminário; sua inteligência e ânsias por saber começaram a desenvolver-se com precocidade. Naquele então, uma das únicas maneiras que tinham as gentes humildes de que seus filhos tiveram estudos era conseguindo que os admitissem nos seminários: latim e teologia. Após seu passo pelo seminário, e à idade de dezessete anos, Francisco Pi i Margall acedeu à Universidade de Barcelona, onde completou seus estudos de Filosofia e começou a carreira de Leis em 1837, a qual terminou aos vinte e quatro anos de idade.
Desde muito pequeno sentiu atração pela literatura. Por isso colaborou com o grupo de escritores românticos catalães, sobretudo com Milá Fontanals e Pablo Piferrer.
Em 1842 publicou Cataluña, primeiro e único volume de La España pintoresca, uma ambiciosa obra iluminista que visava a recolher todas as regiões da Espanha. Uma época na qual se desenvolvia a regência de Espartero e na que a cidade sublevou-se contra a política do regente provocando a canhoneada à cidade desde o castelo de Montjuich.
Mais tarde, em 1847 mudou-se para Madrid, onde se doutorou em Direito à idade de 24 anos. Custeou os estudos dando aulas, publicando diversos artigos e fazendo crítica teatral no jornal El Correo, e mesmo trabalhando na banca catalã. Cedo deixou de trabalhar no jornal, o qual fechou pela publicação de um artigo político de Pi durante o governo de Narváez. Ao falecer seu amigo Piferrer, foi encarregue de Recuerdos y bellezas de España, uma obra composta por litografias sobre paisagens espanholas; terminando o volume da Catalunha e começando o da Andaluzia, para o qual viajou até ali em várias ocasiões. Anos mais tarde, começou a Historia de la pintura, que foi proibida acusada de conter ataques ao cristianismo. Os bispos e arcebispos pressionaram de tal jeito sobre o governo que Bravo Murillo teve de ordenar a recolhida da obra. Pi e o editor livraram-se dos tribunais porque a denúncia interposta não foi admitida por estar fora de prazo. Pi i Margall teve de abandonar a redação de Recuerdos y Bellezas de España e renunciar à publicação de tudo o material que preparara. Os seus artigos nos periódicos tiveram que aparecer com pseudônimo e a reação caiu outra vez sobre ele quando em esse mesmo (1851) apresentou seus Estudios sobre la Edad Media, obra que também foi proibida pela igreja católica espanhola e que não foi publicada até 1873.

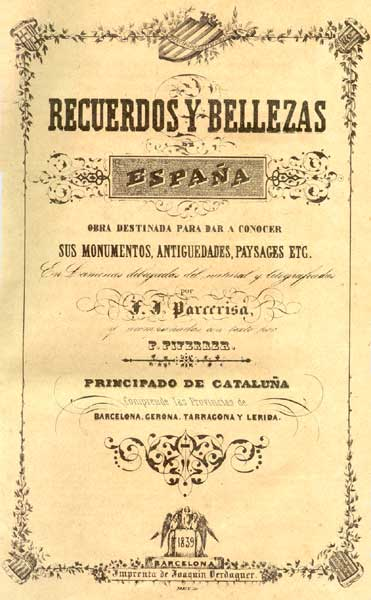
Esta é a portada de 1839 do ambicioso projeto artístico-literário de onze volumes intitulado Recuerdos y Bellezas de España.

### O homem político
Em 1848 ingressou no Partido Democrata e em 1854 deixou de ser um homem de letras para se dedicar à política. Em poucos anos Pi apanhou renome no partido, começando a ganhar popularidade entre seus companheiros e demais políticos da ala esquerda e socialista.
Participou diretamente no levantamento de Madrid de 1854, sendo autor de uma proclama radical que não foi aceita pela Junta revolucionária e do folheto El eco de la revolución, onde era pedido o armamento geral do povo e a convocatória de Cortes Constituintes por sufrágio universal que estabelecessem a liberdade de imprensa, a de consciência, a de ensinamento, a de reunião e a de associação, entre outras mais. Considerados como enfoques avançados demais para a época, Pi teve que passar um tempo em prisão.
No mesmo ano expôs sua doutrina política em La reacción y la revolución, onde atacava a monarquia, a propriedade omnimoda e o cristianismo, e esboçava como solução a revolução democrática de base popular. Apesar de que a obra já continha as doutrinas federalistas que defenderia durante sua presidência, a ideia principal que desenvolvia era a liberdade e a soberania individual, que se punha acima da soberania popular, pelo qual é reivindicado pelos ácratas.
Durante o biênio progressista, Pi i Margall foi candidato por Barcelona a deputado nas Cortes desse ano (1854), mas não sairia eleito. Na segunda volta, por poucos votos de diferença, foi derrotado pelo general Prim, membro do partido progressista.
Em 1856 fundou a revista La Razón, mas a reação moderada propiciou a queda da publicação. Durante o ano de 1855 e até sua retirada a viver a Vergara, donde regressou para trabalhar em La discusión (1857), jornal do que acabou sendo diretor em 1864; Pi i Margall começou a dar lições de política e economia numa habitação da rua Desengaño. Nestas lições e nestas conferências, até que o governo as proibiu, começaram a ser expostas as bases republicanas.
Dessa época data sua polêmica com Castelar sobre a concepção individualista ou socialista da democracia —mantendo ele a segunda— provocando que a maioria do partido encabeçado por José María Orense negara publicamente que os socialistas foram democratas; Pi replicou com a denominada Declaração dos Trinta, cujos trinta assinantes do partido qualificavam de democratas ambas as tendências. Assim, Pi renunciou ao seu posto de diretor aos seis meses.

## O exílio

### Motivos
Desde 1864 Pi i Margall conspirou contra a monarquia. Os sucessivos insucessos das insurreições promovidas por Prim para obrigar Isabel II a chamar os progressistas para o governo, culminaram na sublevação do quartel de San Gil e o fuzilamento de dezenas de sargentos desse quartel.
Narváez, desde o governo, desatou a conseguinte repressão. A maioria dos democratas e dos progressistas teve de fugir para França. Na noite de 2 de Agosto a policia assaltava a moradia de Pi i Margall, mas teve tempo para escapar e evitar sua detenção. Permaneceu escondido uns dias até poder fugir para Paris.

### Um tempo de reflexão
A estância em Paris permitiu-lhe aprofundar no conhecimento de Proudhon, autor de influências visíveis no pensamento de Pi e cujas principais obras ele mesmo traduziria para o espanhol, participando deste jeito indiretamente no nascente anarquismo hispânico.
Durante seu exílio francês pôs-se em contato com os núcleos positivistas e amadureceu sua ideologia revolucionária, baseada na destruição da autoridade para substituí-la pelo livre pacto constitutivo da federação.

### Situação na Espanha
Em Setembro de 1868, o almirante Topete sublevou a esquadra em Cádiz; Prim incorporou-se desde Gibraltar e chegaram para se aderir os generais confinados nas Canárias. Foram somando-se guarnições à sublevação e Prim, a bordo da fragata Zaragoza, ia ganhando para a revolução, uma após  outra, todas as capitais costeiras do litoral mediterrâneo. Demitiu o ditador González Bravo e a rainha Isabel II nomeou presidente do governo o general José Gutiérrez de la Concha. O exército realista que mandava o general Pavía foi derrotado na batalha da ponte de Alcolea pelas forças do general Serrano. Em 30 de Setembro Isabel II e sua corte saíram de São Sebastião e cruzaram a fronteira francesa. Contudo, Pi não regressou a Espanha e prolongou voluntariamente seu exílio em Paris. Desconfiava dos generais e pensava que o novo regime também não ia acometer as reformas fundamentais que o país precisava.
A revolução de La Gloriosa abria as portas a Pi para regressar novamente para Espanha.

## Deputado
Pi decidiu regressar do seu exílio em Paris. O Governo provisório estabeleceu as liberdades fundamentais e a 18 de Dezembro de 1868, pela primeira vez na Espanha, celebraram-se umas eleições municipais por sufrágio universal. Depois, em Janeiro, celebrar-se-iam umas para os deputados.
O Partido Democrático dividiu-se em dois: os partidários da monarquia democrática e os partidários do regime republicano e federal. Pi i Margall, sem participar na campanha eleitoral, foi um dos 85 republicanos que obteve a ata de deputado. Com a divisão do partido, apareceu o Partido Republicano Democrático Federal, no qual Pi iria salientando entre a minoria republicana.
Pi nunca quis servir de apoio aos monárquicos nem os ajudar, daí sua oposição à "Constituição de 1869", mas com 214 votos a favor e 55 contra, a constituição de caráter monárquico-democrático foi aprovada nas Cortes e foi estipulada a procura de um novo rei para a Espanha.
Os republicanos viajaram por toda Espanha predicando na sua contra e com os novos enfoques de uma república federal para a Espanha.
Os republicanos começavam a incomodar o general Prim - encarregue de encontrar novo rei, por isso ofereceu a Castelar e a Pi os cargos de ministros de Fazenda e Fomento, mas foi um vão intuito de controlar o movimento republicano, o qual já não tinha marcha a ré.
Enquanto isso, Pi conseguiria uma grande popularidade no seu partido, o que o levou a dirigir o partido republicano a partir de 1870.
A 16 de Novembro votaram os deputados pelo novo monarca, entre os favoritos encontravam-se:
- O príncipe alemão Leopoldo de Hohenzollern, cuja candidatura foi vetada pelos franceses.
- O duque francês de Montpensier, filho de Luís Filipe I de Orleans, rei dos franceses, cuja candidatura foi recusada pelos alemães.
- O príncipe português Fernando de Saxe-Coburgo.
- O príncipe Amadeu de Saboia, filho do antigo rei de Sardenha-Piemonte e então já rei da Itália Vítor Manuel II.
- O general Baldomero Espartero.

As votações obtidas foram as seguintes: 191 a favor de Amadeu de Saboia, 60 pela República federal, 27 pelo duque de Montpensier, 8 pelo general Espartero, 2 pela República unitária, 2 por Alfonso de Bourbon (o futuro Afonso XII), 1 pela República, 1 pela duquesa de Montpensier e 19 em branco.
Após a recusa de Pi pela nomeação de Amadeu de Saboia, começou para o partido republicano uma época instável na qual se deveram situar politicamente numa posição centralista.

### Início da Primeira República

Bandeira provisória da Primeira República

Em 11 de Fevereiro de 1873, após fazer-se pública a abdicação de Amadeu de Saboia do trono da Espanha mediante o Discurso de renúncia ao Trono espanhol de Amadeu, a Assembleia Nacional proclamou a Primeira República Espanhola.
Durante o primeiro governo da República de Estanislao Figueras, Pi ocupou o cargo de ministro da Governação, frustrando um intuito de golpe de Estado contra o presidente. O primeiro governo, muito débil, durou muito pouco tempo (12 de Fevereiro a 11 de Junho). O presidente, ao não poder fazer frente aos problemas da Espanha, exilou-se à França e renunciou ao cargo.
| “ | Vacante o trono por renúncia de Amadeu I de Saboia, o Congresso e o Senado, constituídos nas Cortes Soberanas, reassumiram todos os poderes e proclamaram a República. A consolidá-la e dar-lhe prestígio hão de dirigir-se agora os esforços de todas as autoridades que deste Ministério dependem. Estabeleceu-se sem sangue, sem convulsões, sem a menor alteração da ordem: e sem distúrbios convém sustê-la, para que acabem de se desenganar os que a consideravam como inseparável da anarquia. Ordem, Liberdade e Justiça: este é o lema da República. Contrariar-se-iam seus fins se não se respeitasse e se fizesse respeitar o direito de todos os cidadãos (...). Contrariar-se-iam também, se não se deixasse ampla e absoluta liberdade às manifestações de pensamento e da consciência; se se violasse o menor dos direitos consignados no Título I da Constituição de 1869. | ” |

## Segundo Presidente da República (11 de Junho - 18 de Julho)
Com a demissão de Figueras, as Cortes Constituintes escolheram ao novo governo, no qual Francisco Pi i Margall foi nomeado Presidente do Poder Executivo .
O novo Presidente recolheu um programa amplo de reformas entre as quais se destacavam:
- Reparto de terras entre colonos e arrendatários.
- Restabelecimento do uso do exército como medida de disciplina.
- Separação entre a Igreja e o Estado.
- Abolição da escravidão.
- Ensino obrigatório e gratuito.
- Limitação do trabalho infantil.
- Ampliação dos direitos de associação, favorável às novas associações obreiras.
- Redução da jornada de trabalho.

Durante sua presidência foi proposta a "Constituição de 1873", que nunca chegou a entrar em vigor.
Apesar de todas as medidas e por sugestão de constituição, os acontecimentos superaram a Pi. Em algumas comunidades, vendo que o trâmite legal das medidas propostas a favor do federalismo era muito lento, declararam-se independentes adotando sua própria política, sua própria polícia, sua própria emissão de moeda, levantamento de novas fronteiras, leis particulares, etc. Assim surgia o cantonalismo, nomeadamente na zona do Levante e na Andaluzia e causou um grande problema à República.
Ante este panorama, somado à guerra de independência cubana, à guerra carlista e ao fato de vincular Pi como líder do movimento cantonal, este demitiu em 18 de Julho.

## Fim da República
Após a demissão de Pi, as Cortes Constituintes nomearam Presidente a Nicolás Salmerón, tendo como ministros de confiança os mesmos que tivera Pi durante o anterior governo. Pôde comprovar-se durante este governo o grande trabalho que Pi realizara anteriormente como ministro de Governação. Não realizara muitas despesas, pelo que a República contava com grandes recursos.
Frente da negativa do presidente, alegando problemas de consciência, a assinar oito sentenças de morte, este demitiu em 5 de Setembro.
Nas novas eleições Emilio Castelar resultou ganhador, acima de Pi, candidato a presidente de novo. Emilio Castelar ia conseguir atribuições especiais temporárias - até em 2 de Janeiro de 1874— que lhe permitiriam suspender as garantias constitucionais e a suspensão das Cortes até janeiro, com o fim de solucionar os problemas do país.
A grandes traços os governos da República caracterizaram-se por três problemas: o carlismo, a guerra de independência cubana e o cantonalismo, além da quantidade de conflitos internos entre os partidos.

## Restauração da Monarquia
Depois da sua demissão como presidente, Pi intentou refazer a aliança centro-esquerda, mas o golpe de Estado às mãos do general Pavía frustrou a iniciativa.

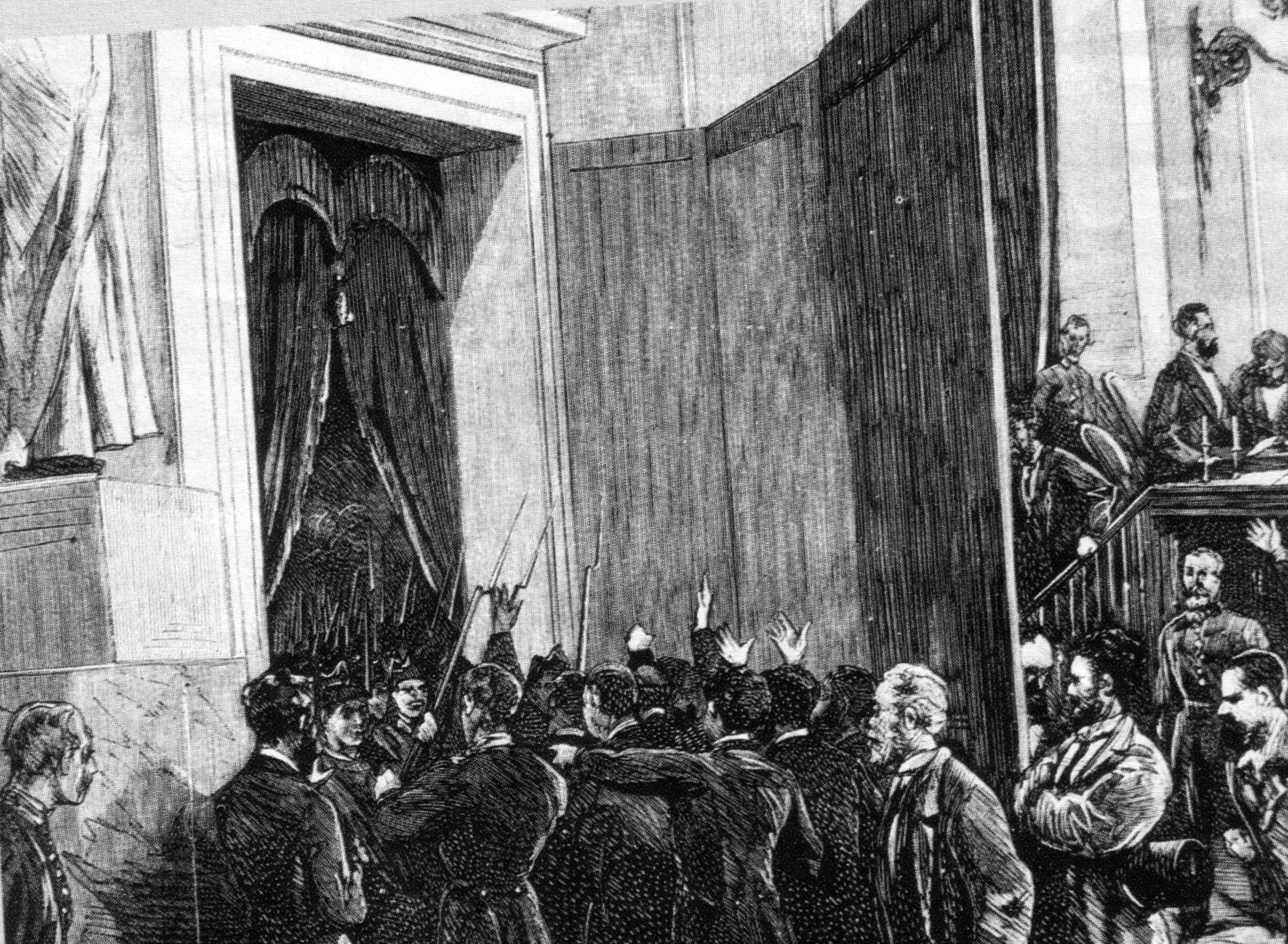
Entrada das tropas do general Pavía no Congresso dos Deputados em 3 de Janeiro de 1874. Gravado aparecido em La ilustración Española y Americana.

Na madrugada de 3 de Janeiro de 1874 estavam as Cortes reunidas votando um novo presidente que substituísse a Castelar. Deu então o golpe de estado o general Pavía, que num primeiro momento ofereceu a presidência do governo ao demitido Castelar, o qual recusou. Formou governo o general Serrano provisoriamente até a monarquia ser restaurada, nomeando como rei a Afonso XII da dinastia Bourbon.
Acontecidos esses fatos, Pi abandonou a política ativa. Dedicou seu tempo à redação de um livro no que ficasse recolhida a ideologia republicana e as ideias principais da curta República. Titulado La República de 1873, seria proibido pelas autoridades. Em Maio de 1874, Pi foi vítima de um atentado na sua própria casa, do que saiu são e salvo. Pouco é sabido da repressão que seguiu o golpe de Pavía e da que aconteceu nos primeiros anos da restauração. O próprio Pi foi detido e conduzido para uma prisão andaluza, onde permaneceu um tempo.
Reinstalada a monarquia escreveu Las nacionalidades (1877) onde desenvolveu empiricamente a ideia de pacto entre os povos como princípio federativo. Ao reorganizar-se o partido em 1880, Pi ocupou a chefatura até sua morte; foi o autor do projeto constitucional federal em 1883 e do "Programa do Partido Federal" de 1894. Apesar de Pi continuar gozando de um grande respeito e reconhecimento, seu partido não conseguiu recuperar muitos adeptos.
Nesta última etapa da sua vida destaca-se a campanha que, desde as Cortes (participou nas de 1881, 1891 e 1893 como deputado por Figueres) e desde El nuevo régimen (semanário que fundou em 1890),  apoiou a independência cubana e opôs-se à guerra contra os Estados Unidos, modelo de democracia republicana e federal.
Em 1881, separou-se do republicano catalão Valentín Almirall e do catalanismo; Pi continuou por esta tendência política que ele considerava federalismo heterodoxo e defendeu-a em Madrid.
Depois de uma vida política ativa e importante no século XIX, Francisco Pi i Margall, de setenta e sete anos de idade, faleceu na sua casa de Madrid, em 29 de Novembro de 1901.

## Valoração
Pi defendeu sempre a ideologia republicana federalista. Destacou-se como historiador, jornalista, crítico de arte, filósofo e economista.
A doutrina de Pi denota a influência de Hegel, Rousseau e Proudhon, embora a influência proudhoniana não interveio na elaboração do federalismo pactuário de Pi, já que a obra deste é anterior neste ponto à de Proudhon. O pensamento de Pi foi um dos mais revolucionários do século XIX espanhol e, do ponto de vista do anarquismo, unicamente foi superado pelos bakuninistas. Situa-se no cruzamento de democratas e socialistas.
A complexidade e coesão do pensamento de Pi ocasionou que diferentes correntes políticas —federalistas, anarquistas e catalanistas de esquerda— utilizaram-no como bandeira própria, mas fazendo a conhecer somente aqueles pontos da doutrina de Pi i Margall que se avinham para os seus próprios princípios.

## Obra
- La España Pintoresca, 1841
- Historia de la Pintura, 1851
- Estudios de la Edad Media, 1851. Publicado pela primeira vez em 1873
- El eco de la revolución, 1854
- La reacción y la revolución, 1855
- Declaración de los treinta, 1864
- La República de 1873, 1874
- Joyas literarias, 1876
- Las nacionalidades, 1877
- Historia General de América, 1878
- La Federación, 1880
- Observaciones sobre el carácter de Don Juan Tenorio, 1884
- Las luchas de nuestros días, 1884
- Primeros diálogos, sem datar
- Amadeo de Saboya, sem datar
- Programa del Partido Federal, 1894